# Argostemma calcicolum
Argostemma calcicolum är en måreväxtart som beskrevs av Birgitta Bremer. Argostemma calcicolum ingår i släktet Argostemma och familjen måreväxter. Inga underarter finns listade i Catalogue of Life.